# 2014-es vívó-Európa-bajnokság
A 2014-es vívó-Európa-bajnokságot június 7. és 14. között rendezték meg Strasbourgban, Franciaországban. Összesen tizenkét versenyszámban avattak Európa-bajnokot.

## Eseménynaptár
| ● | Nyitóünnepség | ● | Döntők | ● | Záróünnepség | F | Férfi versenyek | N | Női versenyek |

| Jún.             | 7 | 8 | 9 | 10 | 11 | 12 | 13 | 14 | Ö  |
| ---------------- | - | - | - | -- | -- | -- | -- | -- | -- |
| Ünnepségek       | ● |   |   |    |    |    |    | ●  |    |
| Tőr egyéni       |   |   | F | N  |    |    |    |    | 2  |
| Kard egyéni      |   |   | N | F  |    |    |    |    | 2  |
| Párbajtőr egyéni | F | N |   |    |    |    |    |    | 2  |
| Tőr csapat       |   |   |   |    |    |    | F  | N  | 2  |
| Kard csapat      |   |   |   |    |    |    | N  | F  | 2  |
| Párbajtőr csapat |   |   |   |    | F  | N  |    |    | 2  |
| Döntők           | 1 | 1 | 2 | 2  | 1  | 1  | 2  | 2  | 12 |

## Éremtáblázat
*   Rendező nemzet
  *   Magyarország
| Helyezés | Nemzet         | Arany | Ezüst | Bronz | Összesen |
| -------- | -------------- | ----- | ----- | ----- | -------- |
| 1.       | Olaszország    | 4     | 3     | 3     | 10       |
| 2.       | Oroszország    | 2     | 6     | 4     | 12       |
| 3.       | Franciaország  | 1     | 2     | 4     | 6        |
| 4.       | Románia        | 1     | 0     | 1     | 2        |
| 4.       | Magyarország   | 1     | 0     | 1     | 2        |
| 4.       | Svájc          | 1     | 0     | 1     | 2        |
| 4.       | Ukrajna        | 1     | 0     | 1     | 2        |
| 8.       | Nagy-Britannia | 1     | 0     | 0     | 1        |
| 9.       | Spanyolország  | 0     | 1     | 0     | 1        |
| 10.      | Németország    | 0     | 0     | 2     | 2        |
| 11.      | Görögország    | 0     | 0     | 1     | 1        |
| Összesen | Összesen       | 12    | 12    | 18    | 42       |

## Eredmények

### Férfi
| Versenyszám       | Arany                                                                            | Ezüst                                                                                     | Bronz                                                                                 |
| ----------------- | -------------------------------------------------------------------------------- | ----------------------------------------------------------------------------------------- | ------------------------------------------------------------------------------------- |
| Tőr, egyéni       | James-Andrew Davis                                                               | Alekszej Cseremiszinov                                                                    | Erwann Le Péchoux                                                                     |
| Tőr, egyéni       | James-Andrew Davis                                                               | Alekszej Cseremiszinov                                                                    | Peter Joppich                                                                         |
| Párbajtőr, egyéni | Rédli András                                                                     | Paolo Pizzo                                                                               | Max Heinzer                                                                           |
| Párbajtőr, egyéni | Rédli András                                                                     | Paolo Pizzo                                                                               | Jean-Michel Lucenay                                                                   |
| Kard, egyéni      | Alekszej Jakimenko                                                               | Venyiamin Resetnyikov                                                                     | Kamil Ibragimov                                                                       |
| Kard, egyéni      | Alekszej Jakimenko                                                               | Venyiamin Resetnyikov                                                                     | Gémesi Csanád                                                                         |
| Tőr, csapat       | Franciaország · Enzo Lefort · Erwann Le Péchoux · Julien Mertine · Vincent Simon | Olaszország · Valerio Aspromonte · Giorgio Avola · Andrea Baldini · Andrea Cassarà        | Oroszország · Alekszej Cseremiszinov · Renal Ganyejev · Dmitrij Rigin · Tyimur Szafin |
| Párbajtőr, csapat | Svájc · Peer Borsky · Max Heinzer · Fabian Kauter · Benjamin Steffen             | Spanyolország · José Luis Abajo · Miguel Moratilla · Yulen Pereira · Pau Roselló          | Oroszország · Anton Avgyejev · Szergej Bida · Szergej Hodosz · Pavel Szuhov           |
| Kard, csapat      | Olaszország · Enrico Berrè · Luigi Miracco · Diego Occhiuzzi · Luigi Samele      | Oroszország · Kamil Ibragimov · Alekszej Jakimenko · Ilja Motorin · Venyiamin Resetnyikov | Németország · Max Hartung · Richard Hübers · Matyas Szabo · Benedikt Wagner           |

### Női
| Versenyszám       | Arany                                                                                       | Ezüst                                                                                          | Bronz                                                                                          |
| ----------------- | ------------------------------------------------------------------------------------------- | ---------------------------------------------------------------------------------------------- | ---------------------------------------------------------------------------------------------- |
| Tőr, egyéni       | Elisa Di Francisca                                                                          | Martina Batini                                                                                 | Julija Birjukova                                                                               |
| Tőr, egyéni       | Elisa Di Francisca                                                                          | Martina Batini                                                                                 | Valentina Vezzali                                                                              |
| Párbajtőr, egyéni | Bianca Del Carretto                                                                         | Marie-Florence Candassamy                                                                      | Joséphine Coquin                                                                               |
| Párbajtőr, egyéni | Bianca Del Carretto                                                                         | Marie-Florence Candassamy                                                                      | Simona Gherman                                                                                 |
| Kard, egyéni      | Olha Harlan                                                                                 | Jekatyerina Gyjacsenko                                                                         | Rossella Gregorio                                                                              |
| Kard, egyéni      | Olha Harlan                                                                                 | Jekatyerina Gyjacsenko                                                                         | Vaszilikí Vujúka                                                                               |
| Tőr, csapat       | Olaszország · Martina Batini · Elisa Di Francisca · Arianna Errigo · Valentina Vezzali      | Oroszország · Inna Gyeriglazova · Gyiana Jakovleva · Larisza Korobejnyikova · Julija Birjukova | Franciaország · Gaëlle Gebet · Astrid Guyart · Corinne Maîtrejean · Ysaora Thibus              |
| Párbajtőr, csapat | Románia · Ana Maria Brânză · Simona Gherman · Simona Pop · Maria Udrea                      | Oroszország · Tatyjana Gudkova · Violetta Kolobova · Ljubov Sutova · Jana Zvereva              | Olaszország · Bianca Del Carretto · Rossella Fiamingo · Mara Navarria · Francesca Quondamcarlo |
| Kard, csapat      | Oroszország · Gyina Galiakbarova · Jekatyerina Gyjacsenko · Jana Jegorjan · Szofja Velikaja | Franciaország · Cécilia Berder · Saoussen Boudiaf · Manon Brunet · Charlotte Lembach           | Ukrajna · Olha Harlan · Halina Pundik · Olena Voronyina · Olha Zsovnyir                        |